# Letni Puchar Juniorów w narciarstwie alpejskim mężczyzn 2023
Letni Puchar Juniorów w narciarstwie alpejskim mężczyzn w sezonie 2023 to kolejna edycja tej imprezy. Cykl rozpoczął się 10 czerwca 2023 r. w austriackim Schwarzenbach, zaś ostatnie zawody z tego cyklu rozegrano w dniach 15–17 września tego samego roku w niemieckim Neudorf.
Obrońcą pucharu był Włoch Filippo Zamboni. Tym razem najlepszy okazał się Austriak Sebastian Posch.

## Podium zawodów
| Lp.                                                                                  | Data             | Miejscowość               | Konkurencja     | 1. miejsce      | 2. miejsce       | 3. miejsce                 |
| ------------------------------------------------------------------------------------ | ---------------- | ------------------------- | --------------- | --------------- | ---------------- | -------------------------- |
| 1.                                                                                   | 10 czerwca 2023  | Schwarzenbach             | Gigant          | Sebastian Posch | Leopold Schön    | Nicolò Pettini             |
| 2.                                                                                   | 10 czerwca 2023  | Schwarzenbach             | Supergigant     | Leopold Schön   | Sebastian Posch  | Valentin Lemp-Pfannenstill |
| 3.                                                                                   | 11 czerwca 2023  | Schwarzenbach             | Slalom          | Sebastian Posch | Leopold Schön    | Nicolò Pettini             |
| 4.                                                                                   | 16 czerwca 2023  | Vrinnevibacken Norrköping | Slalom          | Sebastian Posch | Nathan Seganti   | Leopold Schön              |
| 5.                                                                                   | 17 czerwca 2023  | Vrinnevibacken Norrköping | Slalom          | Sebastian Posch | Leopold Schön    | Nathan Seganti             |
| 6.                                                                                   | 18 czerwca 2023  | Vrinnevibacken Norrköping | Slalom          | Leopold Schön   | Sebastian Posch  | Roberto Cerentin           |
| 7.                                                                                   | 21 lipca 2023    | Jasenská Dolina           | Supergigant     | Sebastian Posch | Nicolò Pettini   | Lucas Hanings              |
| 8.                                                                                   | 21 lipca 2023    | Jasenská Dolina           | Superkombinacja | Andrea Iori     | Leopold Schön    | Sebastian Posch            |
| 9.                                                                                   | 22 lipca 2023    | Jasenská Dolina           | Slalom          | Sebastian Posch | Andrea Iori      | Nathan Seganti             |
| 10.                                                                                  | 23 lipca 2023    | Jasenská Dolina           | Gigant          | Sebastian Posch | Andrea Iori      | Leopold Schön              |
| Letnie Mistrzostwa Świata Juniorów w Narciarstwie Alpejskim 2023 (3–6 sierpnia 2023) |                  |                           |                 |                 |                  |                            |
| 11.                                                                                  | 3 sierpnia 2023  | Rettenbach                | Supergigant     | Leopold Schön   | Sebastian Posch  | Aleš Knor                  |
| 12.                                                                                  | 4 sierpnia 2023  | Rettenbach                | Superkombinacja | Leopold Schön   | Alex Galler      | Nathan Seganti             |
| 13.                                                                                  | 5 sierpnia 2023  | Rettenbach                | Slalom          | Sebastian Posch | Alex Galler      | Andrea Iori                |
| 14.                                                                                  | 6 sierpnia 2023  | Rettenbach                | Gigant          | Andrea Iori     | Michael Bertagno | Sebastian Posch            |
| 15.                                                                                  | 18 sierpnia 2023 | Tambre-Belluno            | Supergigant     | Andrea Iori     | Sebastian Posch  | Nicolò Pettini             |
| 16.                                                                                  | 19 sierpnia 2023 | Tambre-Belluno            | Gigant          | Andrea Iori     | Michael Bertagno | Sebastian Posch            |
| 17.                                                                                  | 20 sierpnia 2023 | Tambre-Belluno            | Slalom          | Andrea Iori     | Sebastian Posch  | Michael Bertagno           |
| 18.                                                                                  | 15 września 2023 | Neudorf                   | Supergigant     | Andrea Iori     | Leopold Schön    | Roberto Cerentin           |
| 19.                                                                                  | 16 września 2023 | Neudorf                   | Slalom          | Andrea Iori     | Leopold Schön    | Roberto Cerentin           |
| 20.                                                                                  | 17 września 2023 | Neudorf                   | Gigant          | Andrea Iori     | Leopold Schön    | Michael Bertagno           |

## Klasyfikacje
| Lp. | Zawodnik                    | Punkty |
| --- | --------------------------- | ------ |
| 1.  | Sebastian Posch             | 1430   |
| 2.  | Leopold Schön               | 1247   |
| 3.  | Andrea Iori                 | 1070   |
| 4.  | Nicolò Pettini              | 857    |
| 5.  | Roberto Cerentin            | 817    |
| 6.  | Nathan Seganti              | 625    |
| 7.  | Alex Galler                 | 614    |
| 8.  | Michael Bertagno            | 592    |
| 9.  | Sebastian Lemp-Pfannenstill | 540    |
| 10. | Pavel Ivánek                | 466    |

| Lp. | Zawodnik                    | Punkty |
| --- | --------------------------- | ------ |
| 1.  | Sebastian Posch             | 660    |
| 2.  | Leopold Schön               | 477    |
| 3.  | Roberto Cerentin            | 351    |
| 4.  | Andrea Iori                 | 340    |
| 5.  | Nicolò Pettini              | 335    |
| 6.  | Sebastian Lemp-Pfannenstill | 276    |
| 7.  | Nathan Seganti              | 245    |
| 8.  | Alex Galler                 | 228    |
| 9.  | Pavel Ivánek                | 183    |
| 10. | Michael Bertagno            | 175    |

| Lp. | Zawodnik         | Punkty |
| --- | ---------------- | ------ |
| 1.  | Andrea Iori      | 380    |
| 2.  | Sebastian Posch  | 320    |
| 3.  | Michael Bertagno | 270    |
| 4.  | Leopold Schön    | 265    |
| 5.  | Nicolò Pettini   | 224    |
| 6.  | Roberto Cerentin | 201    |
| 7.  | Alex Galler      | 141    |
| 8.  | Lucas Hanings    | 131    |
| 9.  | Nathan Seganti   | 128    |
| 10. | Pavel Ivánek     | 116    |

| Lp. | Zawodnik                    | Punkty |
| --- | --------------------------- | ------ |
| 1.  | Sebastian Posch             | 390    |
| 2.  | Leopold Schön               | 325    |
| 3.  | Andrea Iori                 | 250    |
| 4.  | Nicolò Pettini              | 248    |
| 5.  | Roberto Cerentin            | 229    |
| 6.  | Sebastian Lemp-Pfannenstill | 154    |
| 7.  | Nathan Seganti              | 147    |
| 8.  | Valentin Lemp-Pfannenstill  | 144    |
| 9.  | Pavel Ivánek                | 141    |
| 10. | Alex Galler                 | 136    |

| Lp. | Zawodnik                    | Punkty |
| --- | --------------------------- | ------ |
| 1.  | Leopold Schön               | 180    |
| 2.  | Alex Galler                 | 109    |
| 3.  | Nathan Seganti              | 105    |
| 4.  | Andrea Iori                 | 100    |
| 5.  | Sebastian Posch             | 60     |
| 6.  | Nicolò Pettini              | 50     |
| 6.  | Michael Bertagno            | 50     |
| 8.  | Daniel Bláha                | 40     |
| 9.  | Roberto Cerentin            | 36     |
| 9.  | Sebastian Lemp-Pfannenstill | 36     |